# Château de Dombrot
Le château de Dombrot est un château de la commune de Dombrot-le-Sec dans le département des Vosges en région Grand-Est.

## Histoire
On ne connaît pas la date de construction du château, les plus anciens documents connus jusqu'à maintenant datent du XVIe siècle. Pendant longtemps, plusieurs seigneurs se sont partagé la seigneurie et, vraisemblablement, le château. Ils appartenaient aux familles de Lavaux, de Serocourt, d'Oiselay (noblesse comtoise), de Barisey, d'Anglure… Au tournant du XVIIe siècle, François de Ligniville est le principal seigneur. Son fils Jean de Ligniville lui succède jusque dans les années 1650. On ne sait pas si le château a subi des dégâts lors de la Guerre de Trente Ans, comme c'est le cas pour de nombreux édifices lorrains.
Au XVIIIe siècle, il est habité par les comtes de Bouzey. Nicolas Joseph de Bouzey était un proche du Duc Léopold de Lorraine. Ceci explique que, en 1715, la seigneurie de Dombrot devient le Comté de Bouzey et le village prend le nom de Bouzey (Lettres patentes du 20 janvier 1715). Le village gardera ce nom jusqu'en 1790. Des travaux ont été effectués dans le château pendant le XVIIIe siècle, le grand escalier date certainement de cette époque, mais aucun document ne nous permet de nous en assurer. Le  petit-fils de Nicolas Joseph, Adrien-Gabriel de Champagne-Bouzey, vend ses biens de Dombrot à partir de 1818. Le château est vendu par lots. Il reste découpé, entre plusieurs propriétaires, jusqu'en 1917.
Une partie du château a été  habitée au milieu du XIXe siècle par le général José Alvarez de Toledo , oncle par alliance de l'impératrice Eugénie. C'est le bâtiment exposé au sud, reconstruit à cette époque. Dans les années 1927-1933, l'Hostellerie du Père Auguste a occupé cette partie du château.
Il existait un colombier, à peu de distance du château. Il a été malheureusement détruit en 1965.
Le château ne fait actuellement l'objet d'aucune inscription ou classement au titre des monuments historiques, mais a commencé sa réhabilitation au XXIe siècle avec comme premier grand chantier la réhabilitation de la tourelle sud en 2011 par les propriétaires actuels, M et Mme Guy Pierron.

## Description
On pénètre dans la propriété par une grille monumentale, provenant de l'établissement thermal de Contrexéville. Le château est un mélange de style dû aux différentes constructions et rénovations au cours des siècles. Il a une forme de U entourant une cour d'honneur. Une tour occupe chacun des quatre angles du château. Toutes sont tronquées.
L'aile nord, que l'on appelait l'aile des cuisines, ne fait plus partie du château. Elle appartient à plusieurs propriétaires  depuis sa vente en 1824. On peut y voir encore des niches sculptées sur les façades. Les tours nord-est et nord-ouest font partie de cet ensemble.
De l'autre côté de la cour, la tour sud-est et un mur décoré de niches sculptées qui font le pendant avec celles de l'aile des cuisines. Des statues les ont peut-être décorées, mais il n'en existe aucune preuve.
Le corps de logis est d'un style de transition entre le style Renaissance et celui du XVIIe siècle. Sa façade principale est orientée vers l'est et la cour d'honneur. Sa porte d'entrée est encadrée de pilastres à chapiteaux doriques et d'une frise à triglyphes et métopes sur le linteau ; celui-ci est surmonté d'une arcade surbaissée et d'un fronton décoré de motifs végétaux taillés dans la pierre. Cette porte donne sur le hall d'entrée et le grand escalier. Au premier étage, les trois fenêtres centrales sont celles du Grand salon.
Deux tourelles encadrent la façade. La tourelle de gauche a été réhabilitée en 2011. Celle de droite est en attente de réhabilitation.
Un carton peint, non daté, montre un château qui a fière allure avec sa haute toiture d'ardoises et toutes ses tours et tourelles couvertes de tuiles rouges. Nul ne sait quand cette toiture a été ramenée aux modestes proportions qu'on lui voit aujourd'hui.
À l'arrière du château, côté ouest, une avancée centrale bombée, ornée d'un grand portail ouvragé, autrefois surmonté d'une tourelle, donne sur le parc. Celui-ci est traversé par le Vair qui coule du sud vers le nord.

## Propriétaires
- Famille de Ligniville au XVIIe siècle : François, puis Jean de Ligniville, son fils. Ce dernier meurt sans postérité. Parmi ses héritiers se trouve Anne-Claude-Renée de Ligniville (†1715), fille de Ferry IV de Ligniville (†1640), le cousin germain de Jean de Ligniville. Elle a épousé en 1648 Claude-Edme de Simiane (†1676), comte de Moncha[6]. Elle rachète les parts de ses cohéritiers. En 1688, la comtesse de Moncha est déclarée en faillite la seigneurie est vendue en 1691.
- 1691 - 1696 : plusieurs propriétaires successifs
- 1696 - 1704 : Joseph de Bouzey (†1707), achète la seigneurie et le château en 1696.
- 1704 - 1746 : Nicolas-Joseph de Bouzey, fils du précédent (†1746), reçoit les trois quarts du château en avance d'hoirie lors de son mariage en 1704 et achète le quart restant à sa mère, après la mort de son père.
- 1746 - 1785 : Christophe de Bouzey, fils du précédent (†1785)
- 1785 - 1824 : Adrien-Gabriel de Champagne de Bouzey, neveu du précédent.

Le château est vendu par lots à partir de 1824. Il faut attendre 1917 pour qu'il soit de nouveau réuni sous un seul propriétaire, à l'exception de l'aile des cuisines.
- 1917 - 1925 : Henri Citel
- 1925 - 1927 : Henri Luck
- 1927 - 1935: Auguste Brossard
- 1935 - 1969 : M. Delagoutte
- 1969 - 2006 : M et Mme Blondel
- 2006 ... : M et Mme Guy Pierron, propriétaires actuels

## Galerie d'images

### Images anciennes

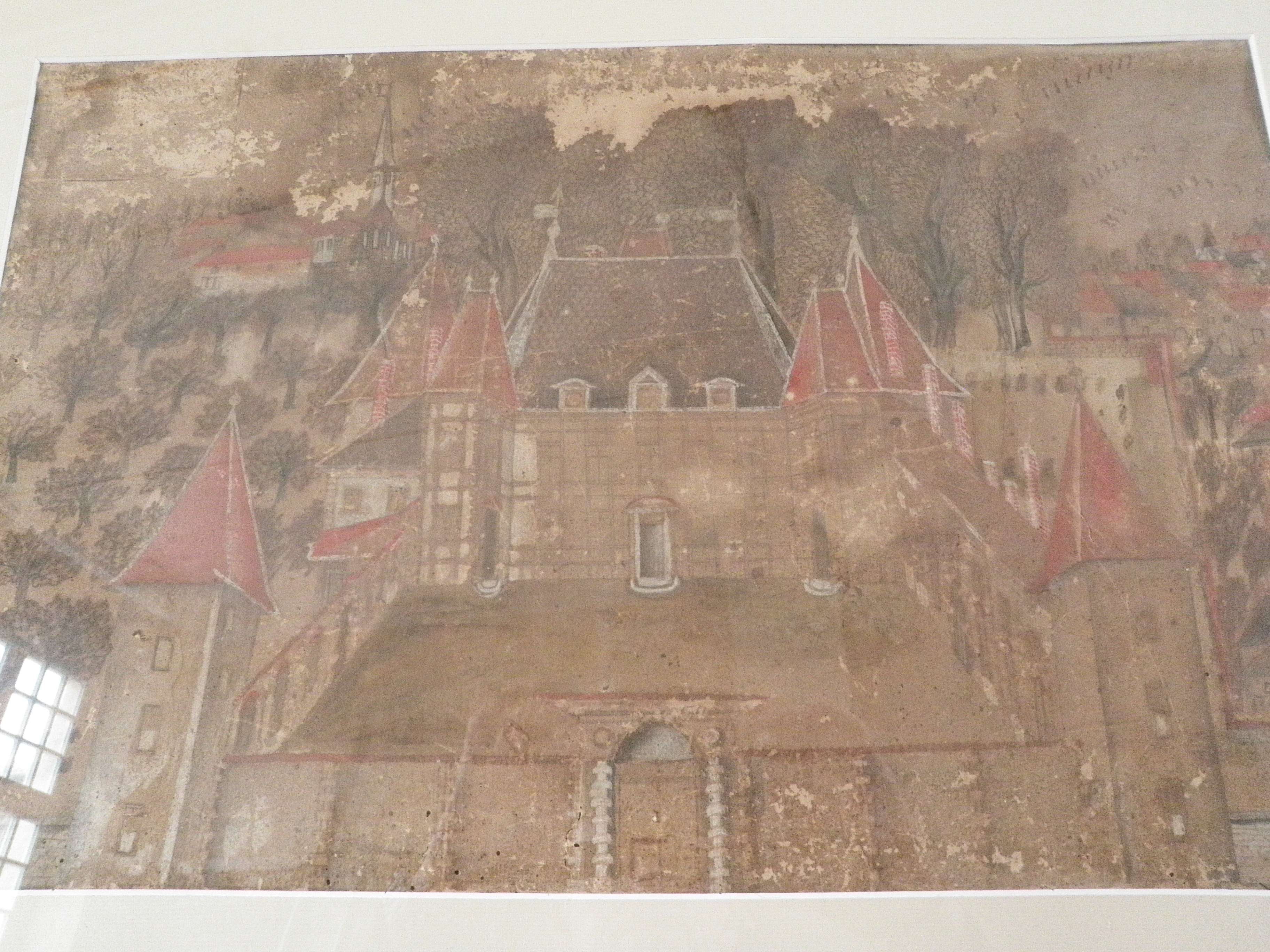
Dessin du château au XVIIIe siècle
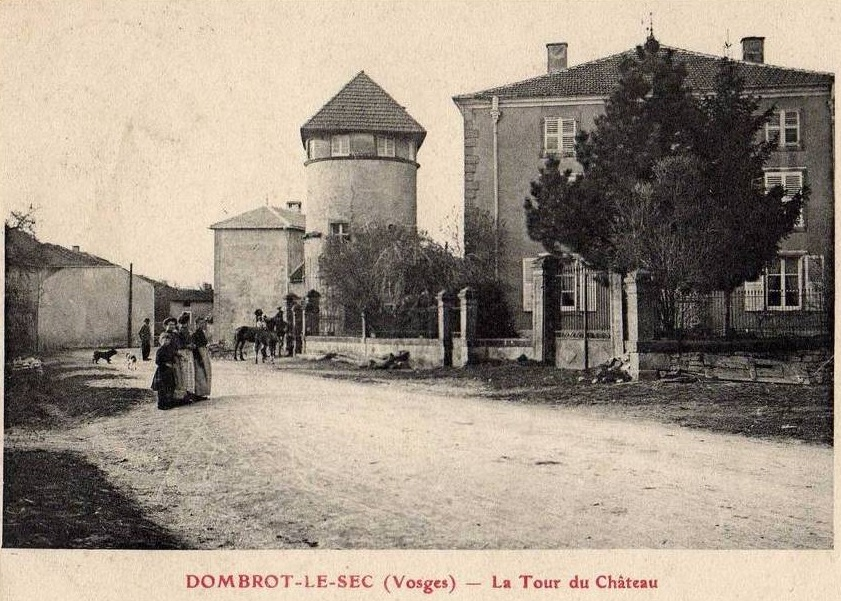
Ancien colombier (détruit en 1965)
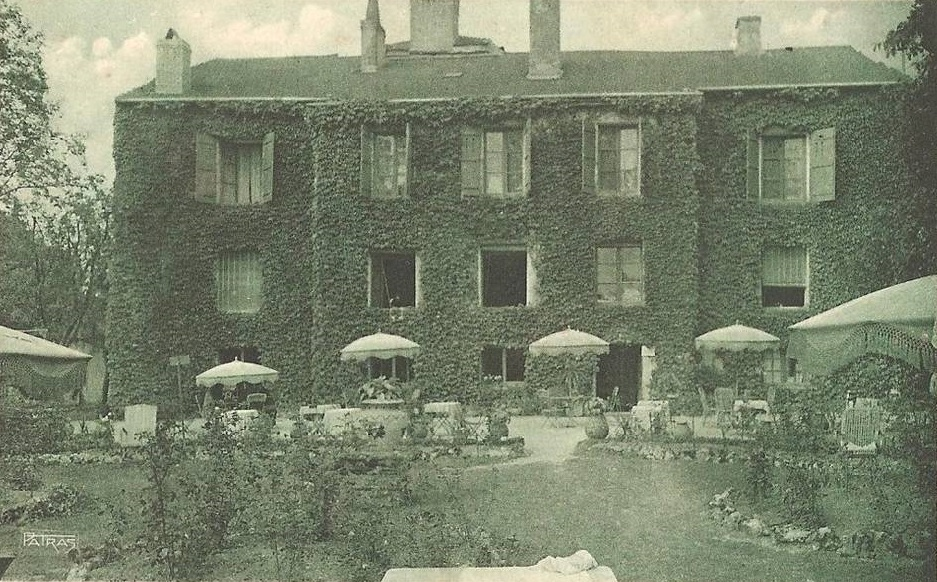
Hostellerie du père Auguste (années 1930)
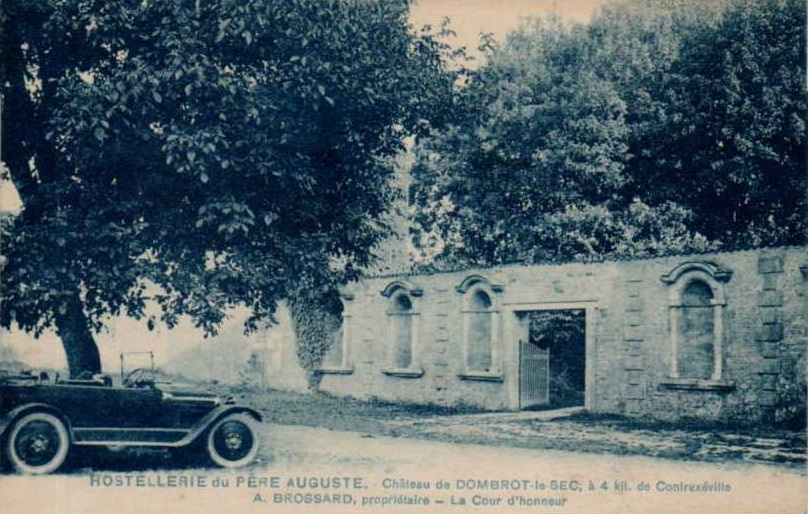
Cour d'honneur au temps de l'hostellerie du père Auguste (années 1930)
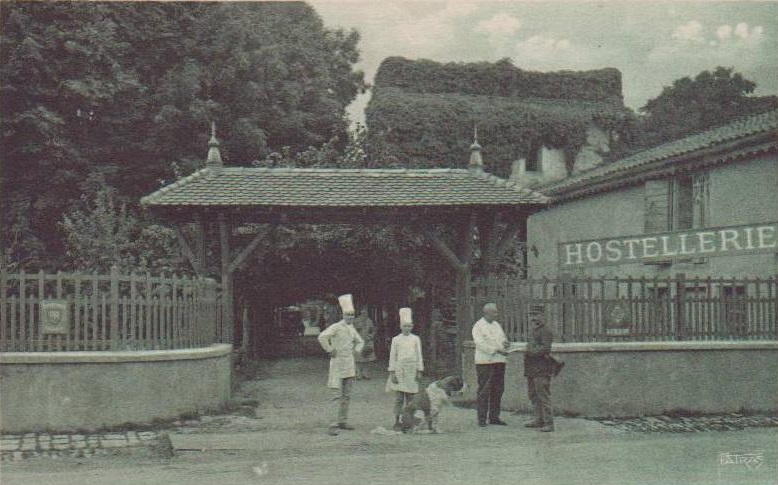
Entrée de l'hostellerie du père Auguste sur la route de Darney : le facteur remet son courrier au Père Auguste, sous l’œil de son chien, un Saint-Bernard.

### Images récentes

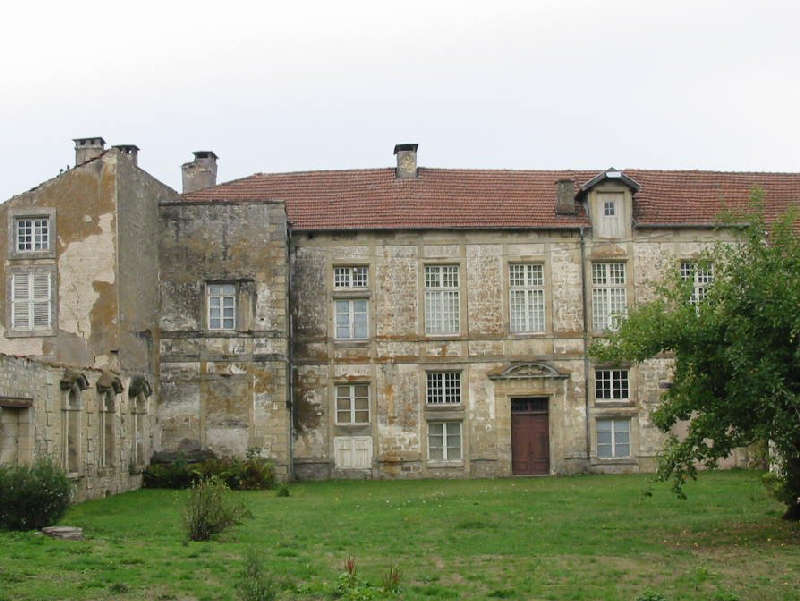
Château avant la restauration de la tourelle sud en 2011
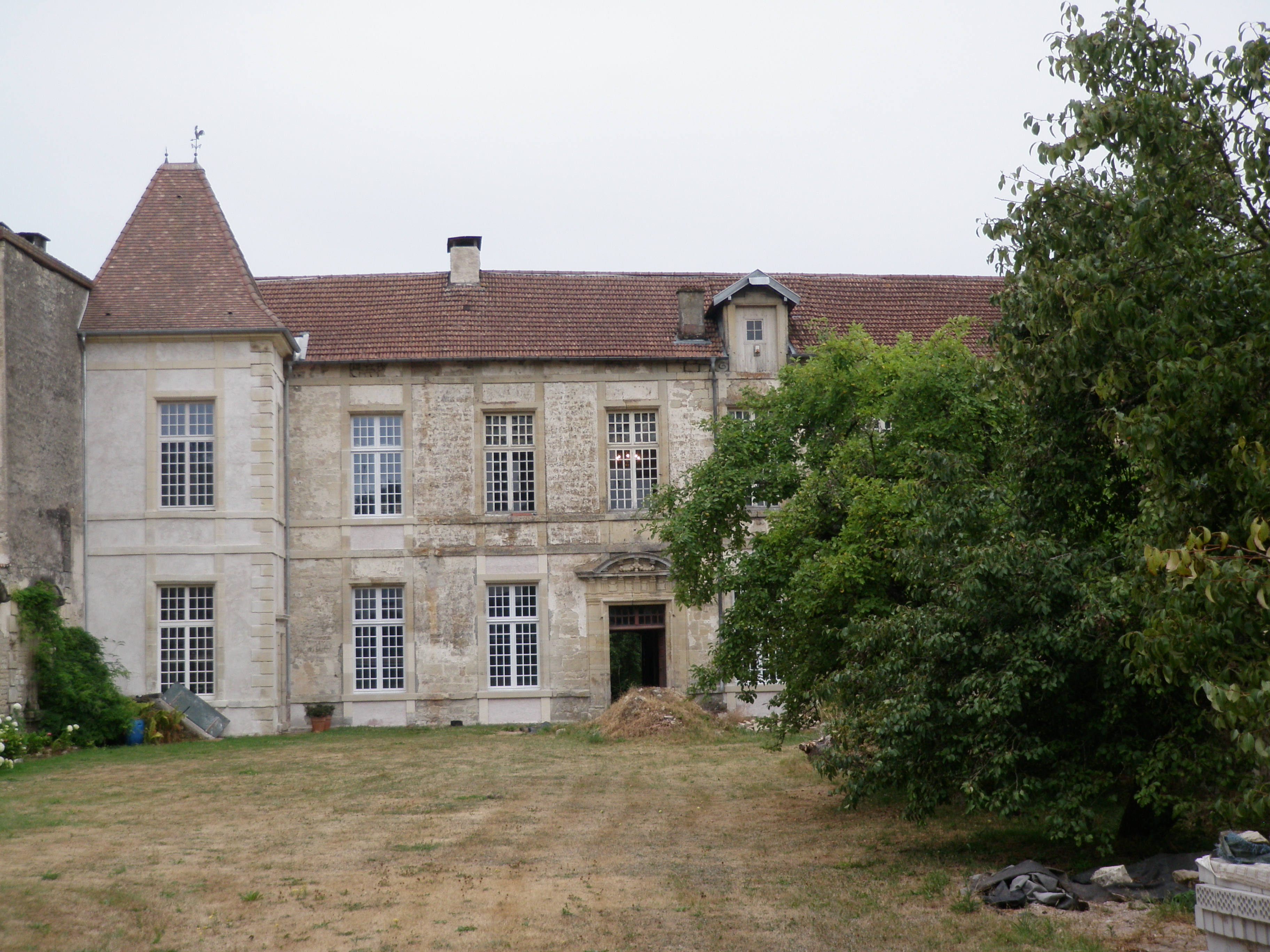
Façade est
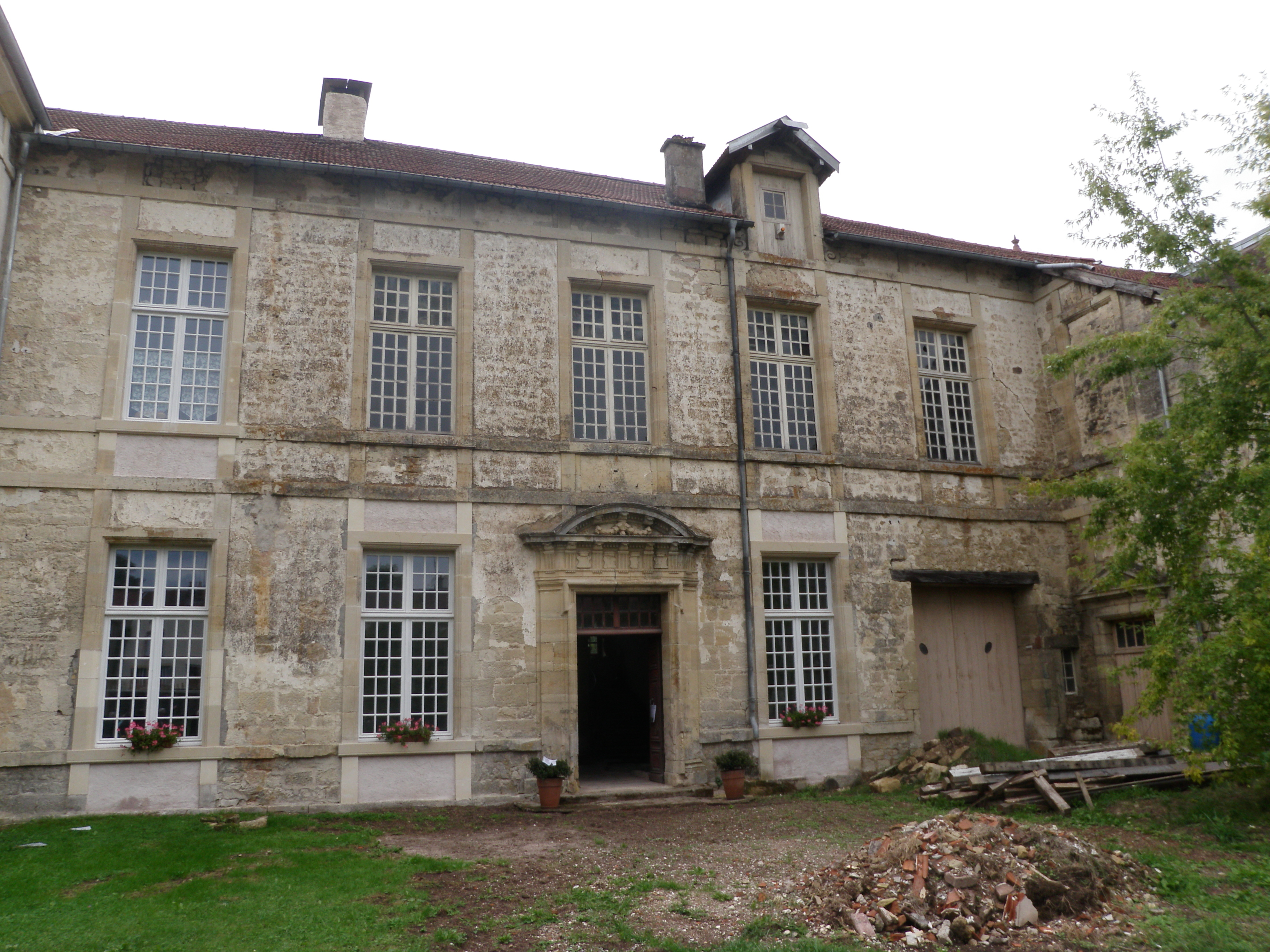
Partie centrale de la façade est
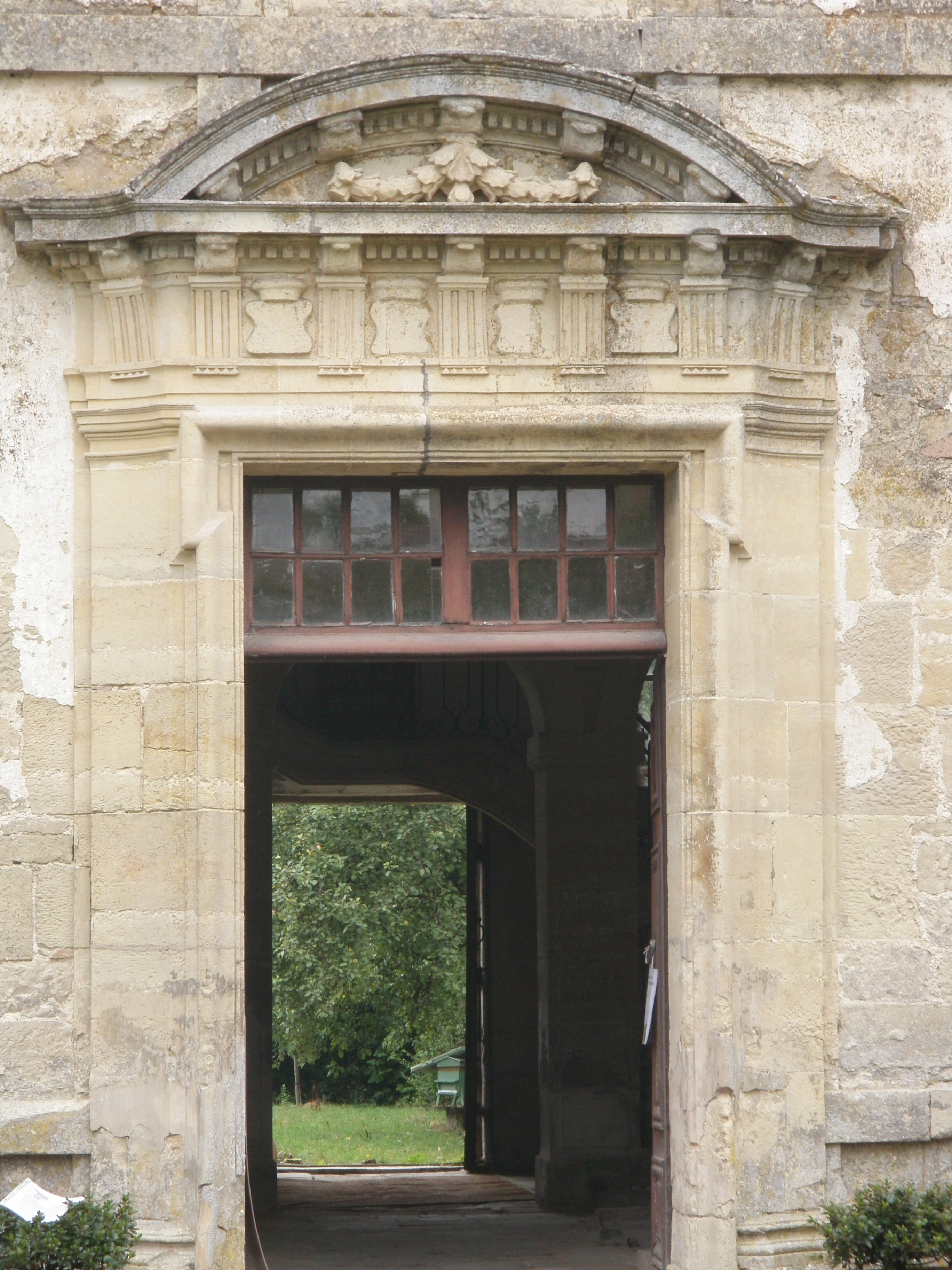
Porte centrale de la façade est
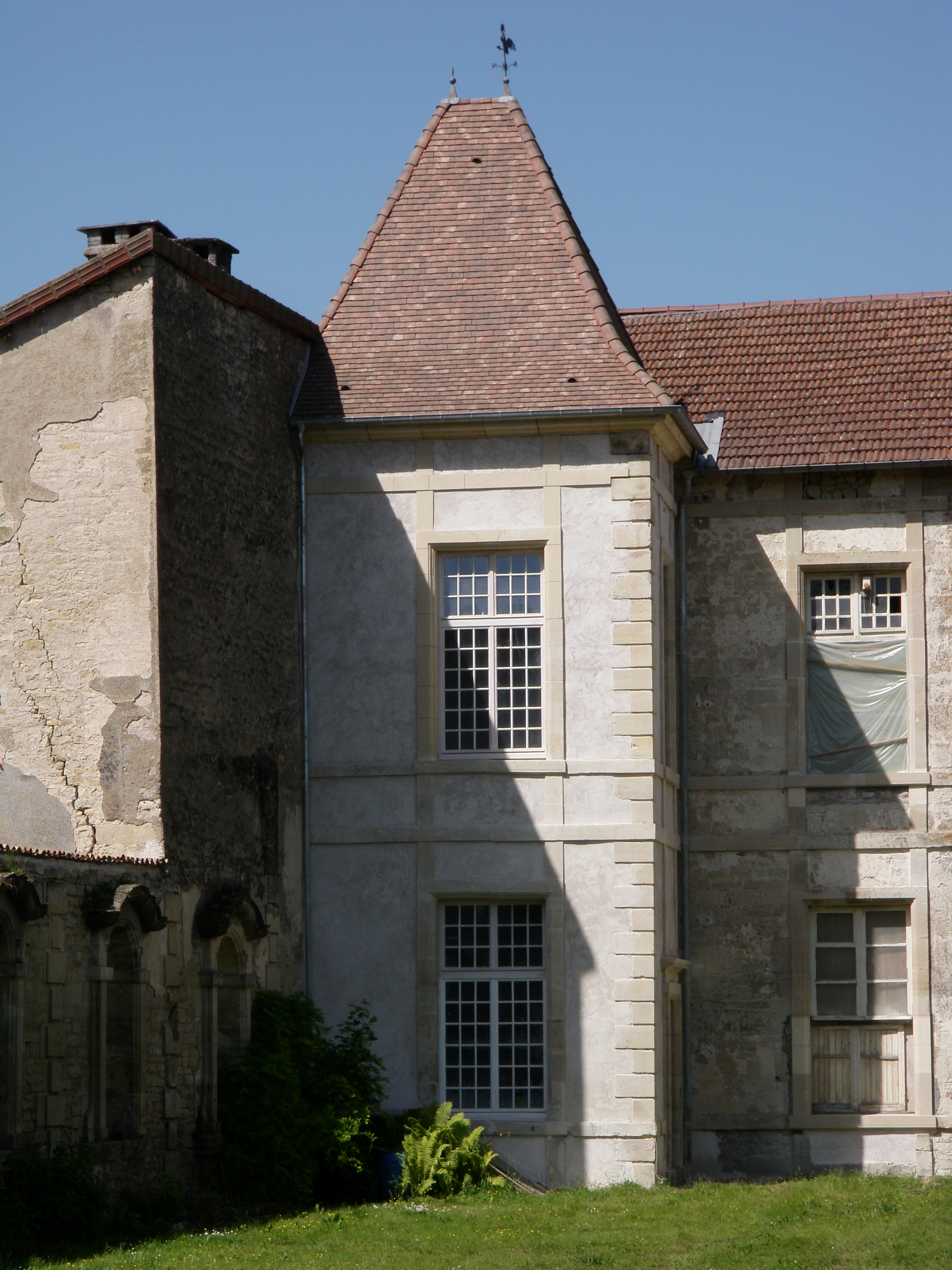
Tourelle sud de la façade est (restaurée en 2011)
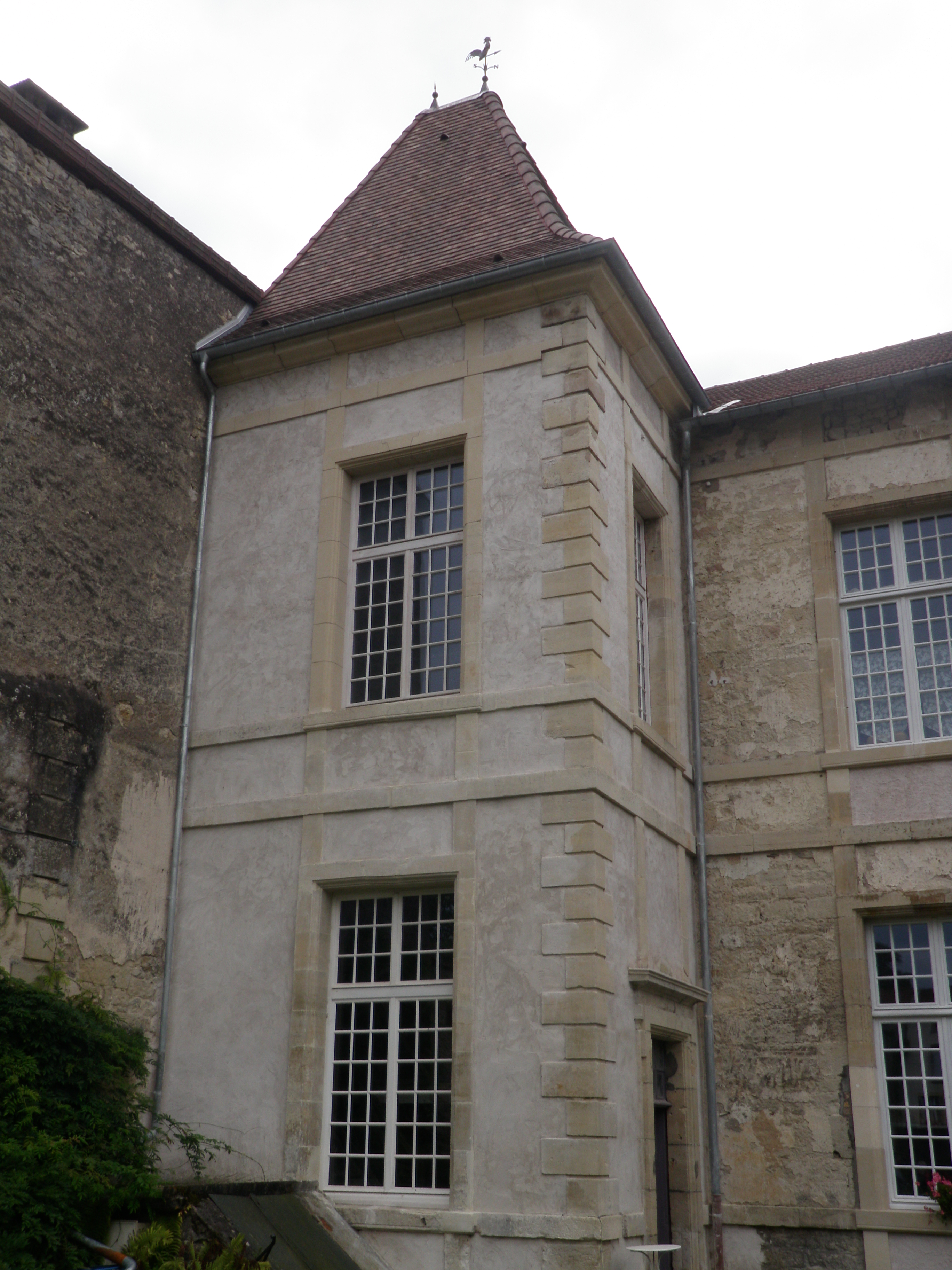
Tourelle sud de la façade est (restaurée en 2011)
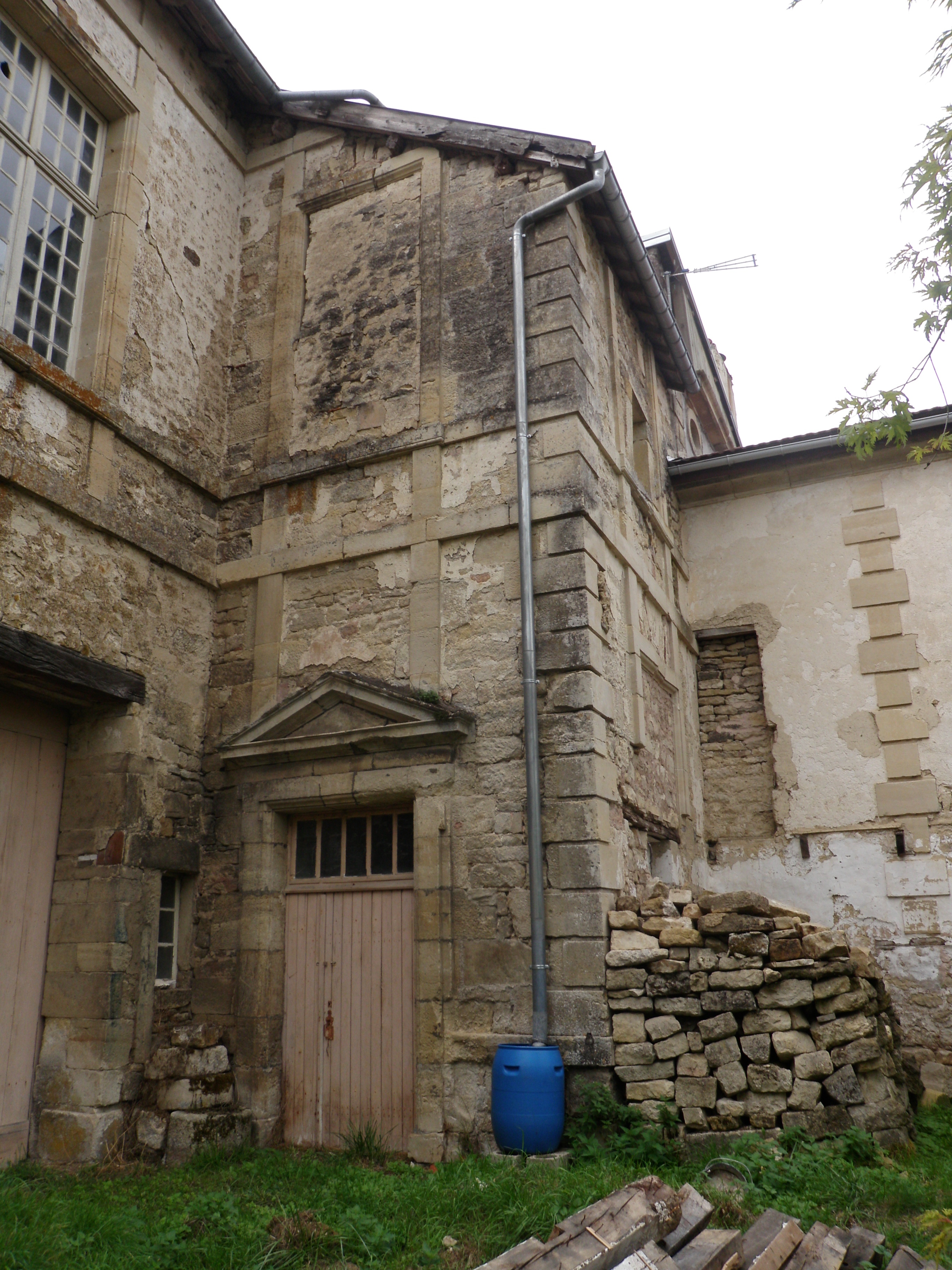
Tourelle nord de la façade est (non restaurée)
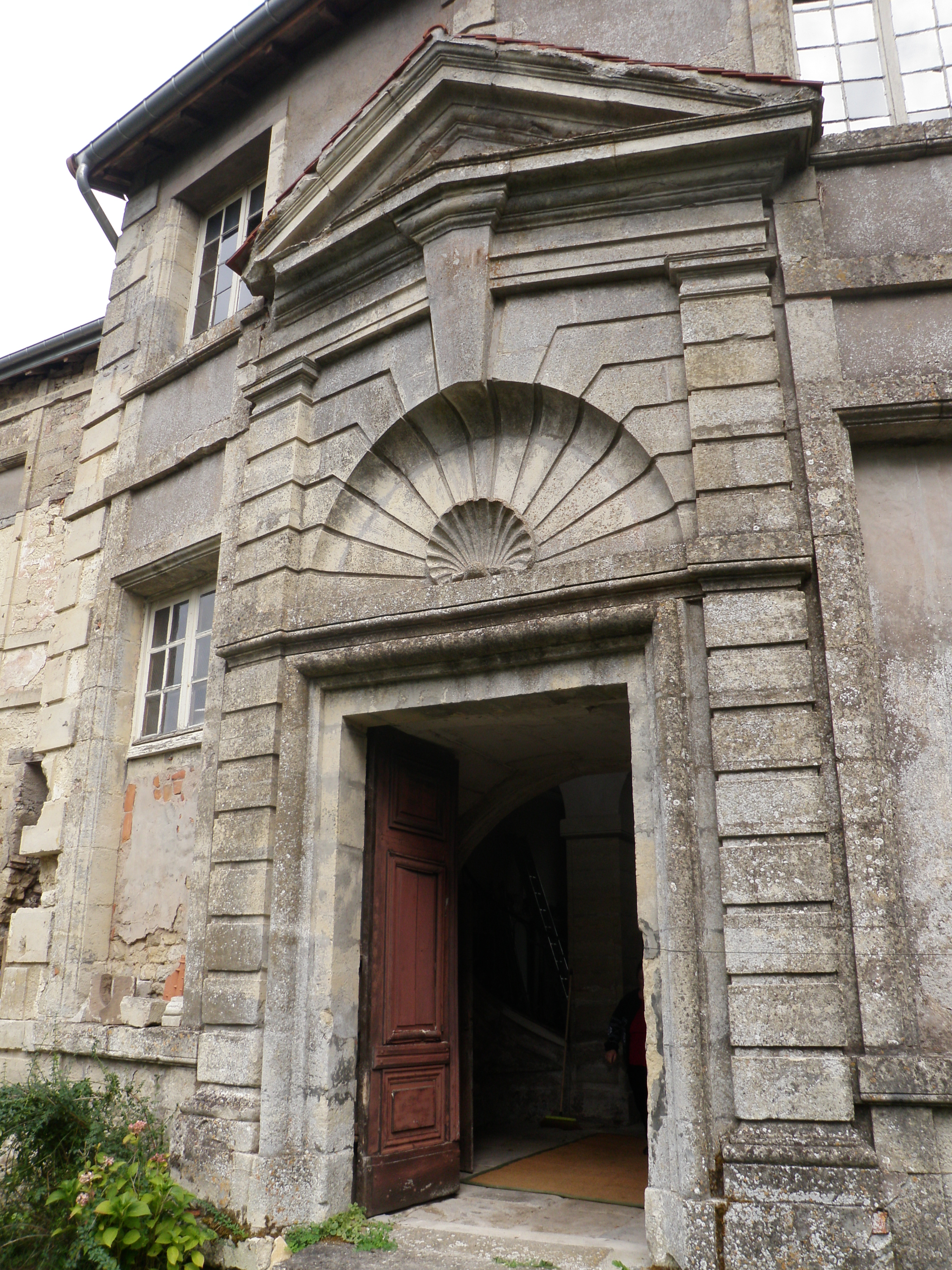
Porte centrale de la façade ouest
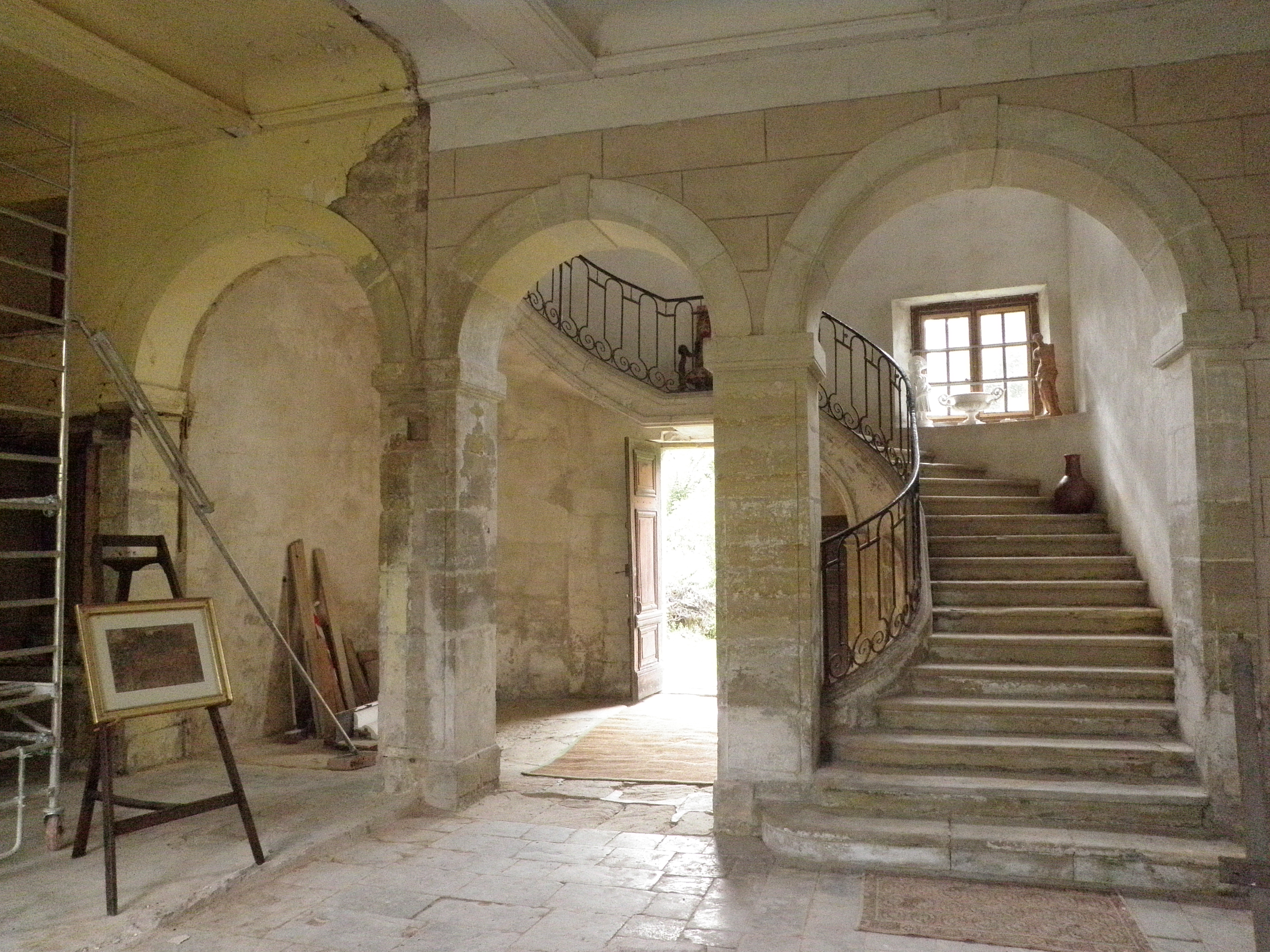
Hall d'entrée et escalier d'honneur
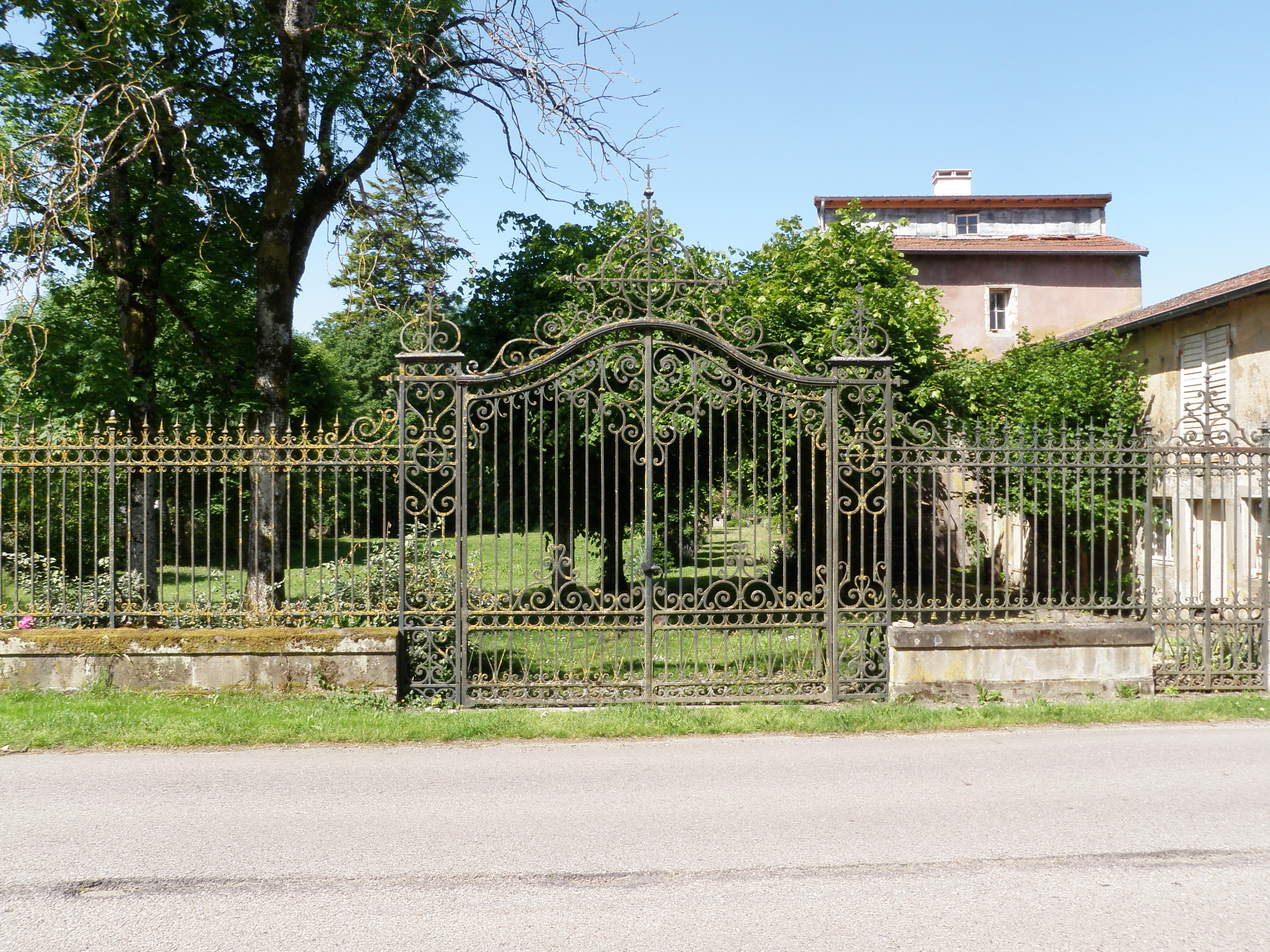
Grilles du château (anciennes grilles de l'établissement thermal de Contrexéville)

## Sources
- Jean-François Michel, Châteaux des Vosges, Nouvelles Éditions latines, Paris, 1978, 30 p.  (ISBN 2-7233-0039-0)
- Lucette Husson, Gunderic, Journal du Cercle d'Etudes Locales de Contrexéville, n° 115 et 116 et 122. 2016 et 2017